# Acontius lesserti
Acontius lesserti is een spinnensoort uit de familie Cyrtaucheniidae. De soort komt voor in Congo.